# Anoba remota
Anoba remota là một loài bướm đêm trong họ Erebidae.